# 砲彈筆螺
砲彈筆螺（学名：Pterygia scabricula）为筆螺科芋筆螺屬下的一个种。

## 扩展阅读
- 維基物種上的相關：砲彈筆螺